# 에스퀼리노 언덕

"Esquiline Hill"로 표시된 부분이 에스퀼리노 언덕이다.

에스퀼리노 언덕(이탈리아어: Esquilino)은 로마의 일곱 언덕 중 하나이다.

## 어원
에스퀼리노라는 단어가 어디에 어원을 두고 있는지에 대해서는 아직까지도 의견이 분분하다. 이 언덕에 있던 거대한 이탈리아 참나무의 이름을 본땄다는 설이 있다. 또다른 설은 카피톨리노, 팔라티노, 첼리오 언덕과 같이 도시의 부유층들이 주로 밀집해 살았던 곳을 in quilini, 즉 도시 내부라고 불렀고, 현재 에스퀼리노 언덕이 위치한 곳을 도시 바깥이라는 뜻인 exquilini라고 불렀는데, 이 것이 현재까지 내려오고 있다는 설이 있다.

## 역사
에스퀼리노 언덕은 로마 시기 내내 호화로운 거주지였다. 
고대 역사가 리비우스에 따르면, 로마 왕정 시기에 처음으로 이 곳에 정착자들이 생기기 시작했고, 기원전 6세기에 이르러서는 왕 본인도 이 곳으로 왕궁을 옮겨 위엄을 찾고자 했다고 한다.
황제의 조언자이자 로마의 유력자였던 마에세나스는 이 곳에 헬레니즘과 페르시아 양식이 섞인 정원을 지어 그 명성이 높아졌다. 이 정원은 테라스, 도서관 등 다양한 고대 로마의 시설들을 잘 갖추고 있었다고 한다. 네로 황제는 이 곳에 살던 부유층들의 재산을 압수하여 자신의 화려한 황금 궁전 도무스 아우레아를 짓고자 했으나 실패했고, 후에 트라야누스 황제가 이 곳에 목욕탕을 지어 사람들이 이용하게 했다.
이 곳은 로마 제국 멸망 이후 한동안 폐허로 있다가 1780년대부터 발굴과 조사가 시작되어 많은 유적들과 유물들이 출토되었다. 출토된 유물들 중 일부는 현재 대영박물관에 있다.

## 같이 보기
- 핀초 언덕
- 바티칸 언덕
- 벨리아 언덕